# 湖尻峠
湖尻峠（こじりとうげ）は、静岡県裾野市と神奈川県足柄下郡箱根町との境界、箱根山の外輪山にある標高850mの峠である。湖尻は箱根町の地名。峠の下を深良用水（箱根用水）が流れる。
芦ノ湖スカイライン、箱根スカイライン、神奈川県道738号・静岡県道337号仙石原新田線が交わる。

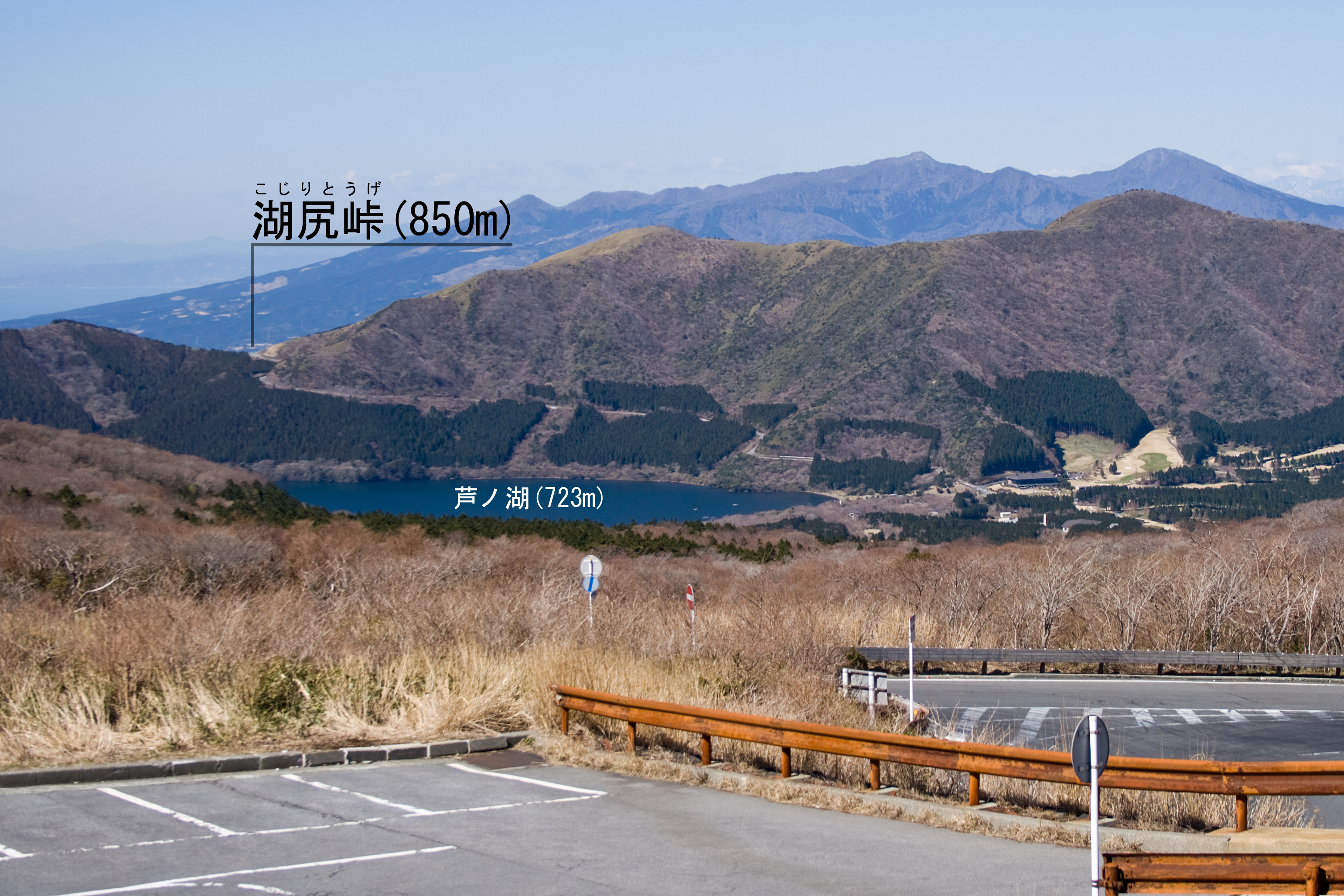
箱根カルデラ内の大涌谷より見た湖尻峠と芦ノ湖